# Petržel zahradní
Petržel zahradní (latinsky Petroselinum crispum) je krytosemenná rostlina z čeledi miříkovitých.
Pochází ze střední a východní oblasti Středomoří (Libanon, Izrael, Kypr, Turecko, jižní Itálie, Řecko, Portugalsko, Španělsko, Malta, Maroko, Alžírsko a Tunisko), ale naturalizována je různě v Evropě a je široce pěstována jako bylina a (kořenová) zelenina.
Vyznačuje se pronikavou vůní a charakteristickou nasládlou chutí. Nať a kořen obsahují aromatický éterický olej, který poskytuje typickou vůni a chuť. Obsahuje větší množství vápníku, hořčíku, draslíku, vitamín C a provitamin A. Na vitamín C je mimořádně bohatá nať. Může se pěstovat po celý rok. Na trh se dodává nať, petržel s natí a petržel bez natě. Podle ČSN 46 4365 se petrželka a petržel s natí nabízejí pouze v jedné jakosti.